# Wspólnota administracyjna Mistelbach
Wspólnota administracyjna Mistelbach – wspólnota administracyjna (niem. Verwaltungsgemeinschaft) w Niemczech, w kraju związkowym Bawaria, w rejencji Górna Frankonia, w regionie Oberfranken-Ost, w powiecie Bayreuth. Siedziba wspólnoty znajduje się w miejscowości Mistelbach. Przewodniczącym jej jest Richard Müller.
Wspólnota administracyjna zrzesza trzy gminy wiejskie (Gemeinde):
- Gesees, 1 283 mieszkańców, 10,44 km²
- Hummeltal, 2 391 mieszkańców, 21,90 km²
- Mistelbach, 1 637 mieszkańców, 6,12 km²